# Craig Bierko
Craig Philip Bierko (Rye Brook, 18 agosto 1964) è un attore statunitense.

## Biografia
Nasce a Rye Brook, nello Stato di New York, da una coppia di attori teatrali: Rex Bierko, cattolico di origine polacca, e Pat Campbell, della compagnia The Harrison Players, della vicina Harrison. Debutta sul palcoscenico coi genitori a nove anni, nel musical Gypsy. Studia Giornalismo alla Boston University, con disinteresse dato che si dedica sempre al teatro, e dopo un anno passa a Recitazione all'Università Northwestern, laureandosi nel 1986. Per buona parte della sua carriera ha lavorato solamente in produzioni televisive, ottenendo partecipazioni a serie tv, fino al 1996 quando debutta sul grande schermo nel ruolo di un beffardo e sadico cattivo in Spy, al fianco di Geena Davis. Nel 1998 recita in Paura e delirio a Las Vegas, mentre l'anno seguente lavora nel film Il tredicesimo piano.
Nel 2005 interpreta Max Baer in Cinderella Man - Una ragione per lottare di Ron Howard, mentre nel 2006 dà vita alla parodia di Tom Cruise nel demenziale Scary Movie 4. Dal 2006 interpreta Jeffrey Coho nella serie tv Boston Legal. Nel 2007 è nel cast del film Ti presento Bill con Aaron Eckhart e Jessica Alba, mentre nel 2008 interpreta Wolverine nel demenziale Superhero.

## Vita privata
È stato fidanzato con le attrici Charlize Theron, Gretchen Mol, Janeane Garofalo e Meg Ryan.

## Filmografia

### Cinema
- Johns, regia di Scott Silver (1996)
- Spy (The Long Kiss Goodnight), regia di Renny Harlin (1996)
- Solo se il destino ('Til There Was You), regia di Scott Winant (1997)
- Paura e delirio a Las Vegas (Fear and Loathing in Las Vegas), regia di Terry Gilliam (1998)
- The Suburbans - Ricordi ad alta fedeltà (The Suburbans), regia di Donald Ward (1999)
- Il tredicesimo piano (The Thirteenth Floor), regia di Josef Rusnak (1999)
- Kate & Leopold, regia di James Mangold (2001)
- I'm with Lucy, regia di Jon Sherman (2002)
- Dickie Roberts - Ex piccola star (Dickie Roberts: Former Child Star), regia di Sam Weisman (2003)
- Cinderella Man - Una ragione per lottare (Cinderella Man), regia di Ron Howard (2005)
- Scary Movie 4, regia di David Zucker (2006)
- Danika, regia di Ariel Vromen (2006)
- For Your Consideration, regia di Christopher Guest (2006) – non accreditato
- Ti presento Bill (Meet Bill), regia di Bernie Goldmann e Melisa Wallack (2007)
- Superhero - Il più dotato fra i supereroi (Superhero Movie), regia di Craig Mazin (2008)
- Cambio vita (The Change Up), regia di David Dobkin (2011)
- I tre marmittoni (The Three Stooges), regia di Bobby Farrelly e Peter Farrelly (2012)
- Più forte delle parole (Louder Than Words), regia di Anthony Fabian (2013)
- Catfight - Botte da amiche (Catfight), regia di Onur Tukel (2016)

### Televisione
- Vita col nonno (Our House) – serie TV, episodio 1x24 (1987)
- Amen – serie TV, episodio 2x21 (1988)
- Bravo Dick (Newhart) – serie TV, episodi 7x22 e 8x05 (1989)
- Paradise – serie TV, episodi 2x03 e 2x10 (1989)
- Febbre d'amore (The Young and the Restless) – soap opera (1989-1990)
- Sydney – serie TV, 13 episodi (1990)
- Wings – serie TV, episodio 2x01 (1990)
- Murphy Brown – serie TV, episodio 3x08 (1990)
- Il cane di papà (Empty Nest) – serie TV, episodio 3x15 (1991)
- Indagini pericolose (Bodies of Evidence) – serie TV, episodio 2x03 (1993)
- Un amore per sempre (Danielle Steel's Star), regia di Michael Miller – film TV (1993)
- Un papà da prima pagina (Madman of the People) – serie TV, 16 episodi (1994-1995)
- Innamorati pazzi (Mad About You) – serie TV, episodio 7x06 (1998)
- Ally McBeal – serie TV, episodio 3x12 (2000)
- Sex and the City – serie TV, episodi 4x03-4x04 (2001)
- Law & Order - Unità vittime speciali (Law & Order: Special Victims Unit) – serie TV, episodi 5x11 e 17x16 (2003, 2016)
- Boston Legal – serie TV, 14 episodi (2006-2007)
- Nip/Tuck – serie TV, episodio 5x01 (2007)
- The Good Wife – serie TV, episodio 1x11 (2010)
- Damages – serie TV, 4 episodi (2010)
- The League – serie TV, episodio 2x02 (2010)
- Terapia d'urto (Necessary Roughness) – serie TV, episodi 1x01 e 1x06 (2011)
- The Mentalist – serie TV, episodio 4x09 (2011)
- Elementary – serie TV, episodio 1x04 (2012)
- Hot in Cleveland – serie TV, 3 episodi (2012-2014)
- Body of Proof – serie TV, episodio 3x10 (2013)
- Unforgettable – serie TV, episodio 3x05 (2014)
- Unreal – serie TV, 38 episodi (2015-2018)
- Kevin Can Wait – serie TV, episodio 1x16 (2017)
- Tin Star – serie TV, episodio 1x04 (2017)
- Blue Bloods – serie TV, episodio 9x02 (2018)
- The Blacklist – serie TV, episodio 9x12 (2022)
- Sex/Life – serie TV, 4 episodi (2023)

## Doppiatori italiani
Nelle versioni in italiano delle opere in cui ha recitato, Craig Bierko è stato doppiato da:
- Roberto Draghetti in Cinderella Man - Una ragione per lottare, I tre marmittoni, Body of Proof
- Davide Marzi in Terapia d'urto, Grey's Anatomy
- Fabrizio Pucci in Scary Movie 4, Damages
- Stefano Benassi in Un papà da prima pagina
- Antonio Sanna in Spy
- Mauro Magliozzi in Solo se il destino
- Daniele Valenti in Paura e delirio a Las Vegas
- Francesco Pannofino ne Il tredicesimo piano
- Luca Sandri in Ally McBeal
- Gianluca Tusco in Sex and the City
- Tony Sansone in Law & Order - Unità vittime speciali (ep. 5x11)
- Massimo De Ambrosis in Boston Legal
- Riccardo Lombardo in Nip/Tuck
- Antonio Palumbo in Ti presento Bill
- Franco Mannella in The Good Wife
- Paolo Marchese in Cambio Vita
- Pasquale Anselmo in The Mentalist
- Luca Biagini in 6 passi nel giallo
- Massimo Bitossi in Elementary
- Dario Oppido in Più forte delle parole
- Domenico Strati in Unreal
- Riccardo Rossi in Law & Order - Unità vittime speciali (ep. 17x16)
- Simone Mori in Blue Bloods